# Перимела
Перимела је у грчкој митологији било име више личности.

## Митологија
Под овим именом познате су кћерке Хиподаманта, Адмета и Амитаона.
- Кћерка Адмета и Алкесте је са Аргом имала сина Магнета.[2]
- Амитаонова кћерка је имала сина Иксиона.[2]
- Кћерка Хиподаманта је била љубавница речног бога Ахелоја. Са њим је изгубила невиност и њен отац ју је расрђен, бацио са литице у воду. Тада је Ахелој замолио Посејдона да је претвори у острво.[3][4]